# Jan Pieterse
Johannes Aloysius Maria "Jan" Pieterse (nascido em 29 de outubro de 1942) é um ex-ciclista profissional holandês.
Conquistou a medalha de ouro na corrida de 100 km contrarrelógio por equipes nos Jogos Olímpicos de Tóquio 1964, ao lado de Bart Zoet, Evert Dolman e Gerben Karstens. Ainda em Tóquio, competiu na prova de estrada (individual), terminando na 42ª posição.